# Vrh Dinare
Vrh Dinare, Dinara lub Sinjal – najwyższy szczyt Chorwacji o wysokości 1831 m n.p.m., zlokalizowany w Górach Dynarskich, w paśmie Dinara (Vrh Dinare jest symbolem tego masywu, leżącego pomiędzy Chorwacją, a Bośnią i Hercegowiną).
Dinara jest wyraźnie odseparowana: przełączą Derala (965 m) na północnym zachodzie od Ilicy a przełączą Privija (1230 m) na południowym wschodzie od masywu Velikiego Troglava. Na północnym wschodzie rozpościera się pole krasowe Grahovsko Polje w Bośni, a od południowego zachodu wypłaszczenie, na którym ulokowało się miasteczko Knin, oraz dolina rzeki Krčić i Suho Polje.
Południowo-zachodnia ściana masywu wznosi się 1400 metrów ponad otoczeniem z 700-metrowej wysokości i 6-kilometrowej szerokości klifem w najwyższych partiach.